# San Isidro (Davao Oriental)
San Isidro é um município de  quarta classe de renda municipal (d) na província Davao Oriental, nas Filipinas. De acordo com o censo de 1 de maio  de  2020 possui uma população de 33 664 pessoas e 8 727 domicílios.